# Creaca
Creaca (in ungherese Kerikapatak) è un comune della Romania di 2 890 abitanti, ubicato nel distretto di Sălaj, nella regione storica della Transilvania. 
Il comune è formato dall'unione di 9 villaggi: Borza, Brebi, Brusturi, Ciglean, Creaca, Jac, Lupoaia, Prodănești, Viile Jacului.
Di rilievo la chiesa lignea dedicata a S. Nicola Arciprete (Sf. Ierarh Nicolae), costruita nella seconda metà del XVIII secolo, decorata internamente con dipinti attribuiti al pittore Ioan Pop.

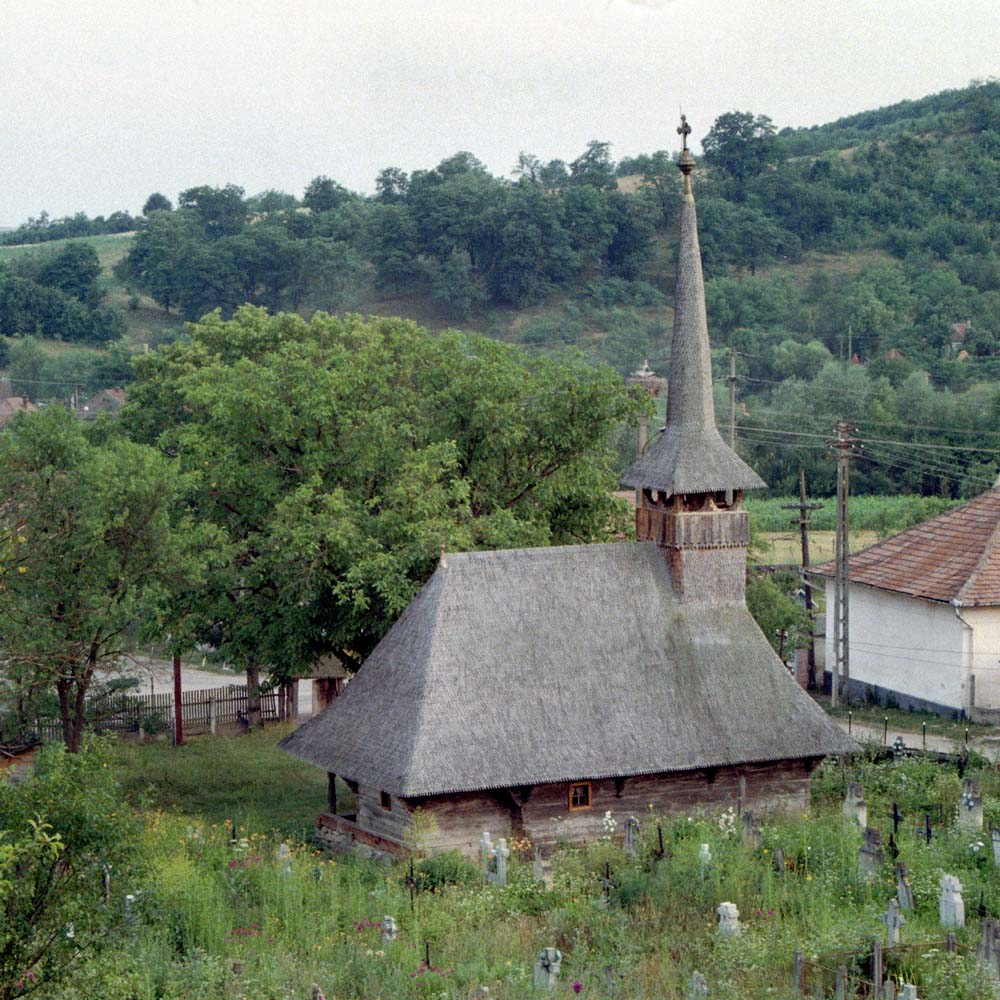
La chiesa lignea di Creaca